# Sankt Olavs Kilde
Sankt Olavs Kilde er en tidligere kilde, som ligger umiddelbart ud til Østbyvej syd for Skuldelev. Den fremstår i dag som en 2 m dyb kvadratisk brønd, sat af store kampesten.
Kilden var i middelalderen meget besøgt for dens helbredende vand. Her blev desuden holdt kildemarkeder indtil midten af 1800-tallet. Lige ved den udtørrede kilde er opstillet en gammel pengeblok og rundt om selve kilden står lindetræer. Anlægget blev fredet i 1952 .
Sagnet fortæller at da kong Olav engang sejlede på Roskilde Fjord sprang en troldkvinde frem og råbte: Sankt Olav med dit røde skæg, du sejler for nær min kældervæg. Kongen blev vred og råbte tilbage: Hør du kælling med rok og ten, her skal du sidde og blive en sten. Han satte derefter skibet så hårdt mod land, at der blev en kløft i Skuldelev Ås, hvor der sprang en kilde frem. Troldkællingen blev til en sten.